# Inversión de población
En física, específicamente en mecánica estadística, una inversión de población ocurre cuando en un sistema físico (un grupo de átomos o moléculas)  hay más partículas en los estados excitados que en los estados de menor energía. El concepto es fundamental en la ciencia del láser ya que la inversión de población es necesaria para el funcionamiento de un láser común.
- Datos: Q126904